# Stanley Kramer
Stanley Earl Kramer (29. september 1913 i Brooklyn, New York, USA – 19. februar 2001 i Woodland Hills, Californien, USA) var en amerikansk filminstruktør og -producent, kendt for en række problemdebatterende film lavet indenfor rammen af Hollywood. 
Som producent fra 1941 stod han bl.a. bag High Noon (Sheriffen, 1952) og The Caine Mutiny (Mytteriet på Caine, 1954). Han fik instruktørdebut i 1955, og fik betydelig succes med den antiracistiske The Defiant Ones (Lænken, 1958) med Tony Curtis og Sidney Poitier, og melodramaet On the Beach (På stranden, 1959) efter Nevil Shutes roman, om menneskets endelige efter atomkrigen. I Inherit the Wind (Solen stod stille, 1960) skildrede han religiøs fanatisme, mens komedien It's a Mad Mad Mad Mad World (Hopla, vi lever, 1963) havde den moderne materialismen som underliggende tema. Også Ship of Fools (Narreskibet, 1965) og Guess Who's Coming to Dinner (Gæt hvem der kommer til middag, 1967) blev store succeser. Han blev i 1961 tildelt en æres-Oscar.